# Porfiriato
Il Porfiriato è quel periodo della storia messicana corrispondente alla dittatura di Porfirio Díaz. Durò, sebbene non continuativamente, dal 1876 (anno della morte di Benito Juárez), al 1911, quando la rivoluzione maderista lo costrinse a rinunciare al potere.
Il Porifiriato era caratterizzato da una politica economica prevalentemente liberale e una politica sociale dittatoriale. Le tensioni sociali e politiche alla fine portarono alla Rivoluzione messicana.

## Porfiriato come periodo storico

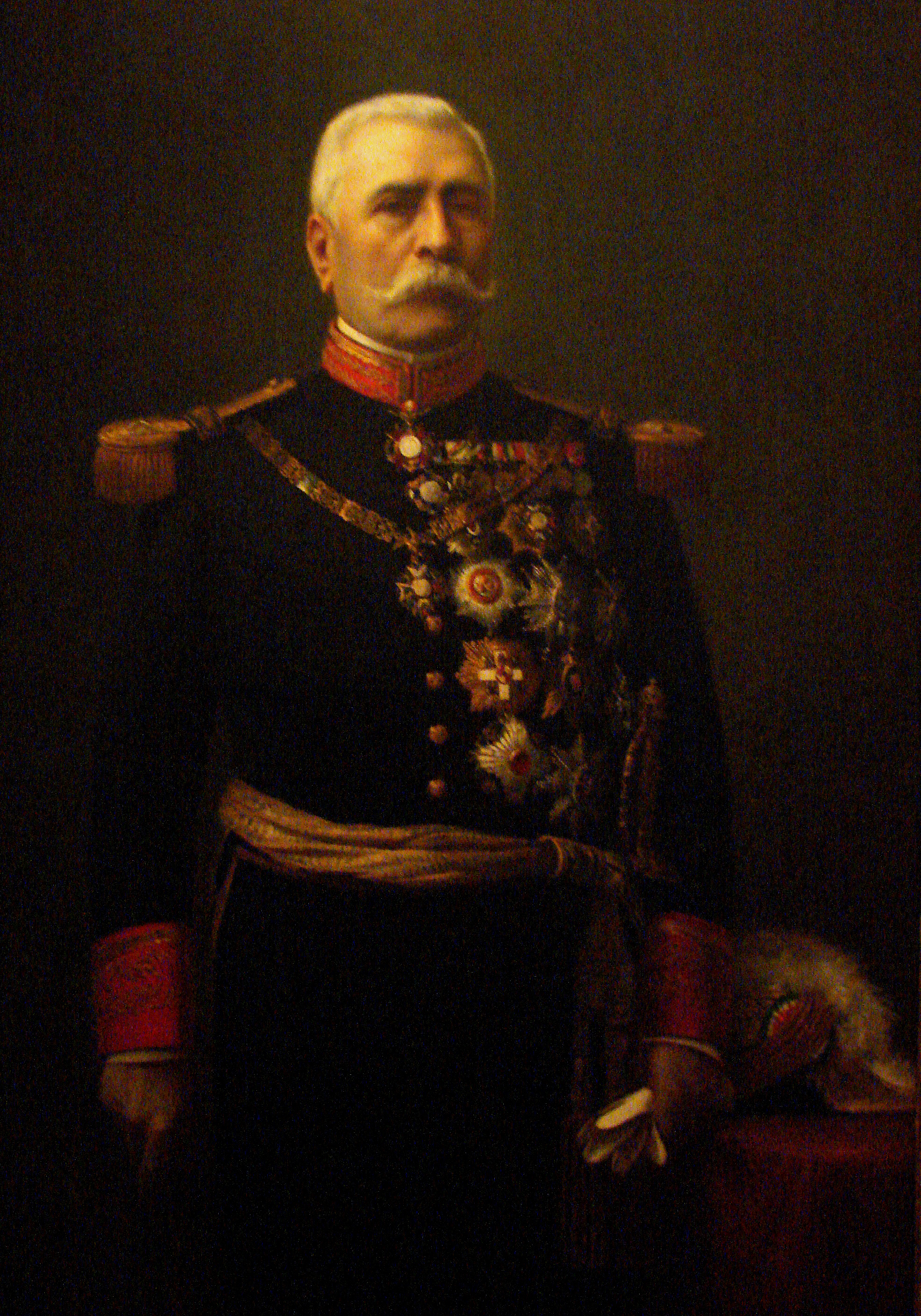
Porfirio Díaz

Gli storici hanno valutato la fine del XIX secolo, quando il generale dell'esercito liberale Porfirio Díaz era presidente del Messico, (1876-1880, 1884-1911) come un periodo storico coesivo basato su transizioni politiche. In particolare, ciò significava separare il periodo di "ordine e progresso" dopo il 1884 dal tumultuoso decennio della rivoluzione messicana (1910-1920) e dagli sviluppi post-Rivoluzione, ma sempre più il Porfiriato viene visto come la base per il Messico post-rivoluzionario. Sotto Díaz, il Messico fu in grado di centralizzare l'autorità, gestire le lotte politiche, reprimere il banditismo e spostare le tendenze del nazionalismo economico verso gli investimenti stranieri. Questo grande cambiamento nella posizione economica permise rapidi cambiamenti economici e tecnologici, un'apertura all'innovazione culturale, un aumento dell'urbanizzazione e cambiamenti negli atteggiamenti sociali delle élite. I benefici della crescita economica furono distribuiti in modo non uniforme e aumentarono i mali sociali, tra cui il lavoro coatto per i contadini e quello minorile nelle nuove imprese industriali. La sconfitta dei conservatori messicani nella Guerra della Riforma e infine nell'Intervento francese in Messico aprì la strada ai liberali per attuare la loro visione della Nazione.
Porfirio Díaz, da cui prende il nome il periodo, era un generale dell'esercito messicano liberale che si era distinto durante la guerra di Riforma e l'intervento francese. Aveva le aspirazioni politiche di essere presidente del Messico, che non si realizzò fino a quando non si ribellò a Sebastián Lerdo de Tejada sotto il Piano di Tuxtepec e divenne presidente. Inizialmente governò dal 1876 al 1880. Il primo mandato di Díaz viene talvolta trattato separatamente, poiché consolidava il potere e chiedeva il riconoscimento del suo regime al governo degli Stati Uniti. Il piano di Tuxtepec prevedeva esplicitamente la non rielezione del presidente, quindi alla fine del mandato di Díaz, un alleato politico dell'esercito federale, il generale Manuel González, divenne presidente per un mandato. Nel 1884, Díaz abbandonò il principio di non rielezione e tornò alla presidenza, non rinunciandovi fino a quando non fu forzato nel 1911. Francisco Madero sfidò Díaz nel 1910, facendo una campagna con lo slogan "Effragio suffragio, nessuna rielezione".

## Ordine politico
A partire dal secondo mandato di Díaz (1884-88), in seguito all'"interregno" del presidente González (1880-84), il regime si caratterizzò come una dittatura, senza oppositori eletti al Congresso e Díaz che rimase in carica tramite le elezioni ma senza democrazia. Il Congresso fu ridotto al passacarte di Díaz per la legislazione. La stabilità interna, a volte chiamata Pax Porfiriana, era accoppiata alla crescente forza dello Stato messicano, alimentata dall'aumento delle entrate derivanti da un'economia in espansione. Díaz sostituì una serie di leader regionali indipendenti con uomini fedeli a lui, ma represse il potenziale malcontento cooptando anche gli "outs" politici rendendoli intermediari con investitori stranieri, permettendo il loro arricchimento personale. Per consolidare ulteriormente il potere statale, Díaz nominò jefes políticos, ("capi politici") rispondenti al governo centrale che comandavano le forze locali. Le politiche di conciliazione, cooptazione e repressione permisero al regime di mantenere l'ordine per decenni. Nel Messico centrale, le comunità indigene che avevano esercitato il controllo politico ed economico sulle loro terre e popolazioni furono minate dal regime di Díaz attraverso l'espropriazione delle terre e l'indebolimento o l'assenza della leadership indigena. L'espropriazione delle terre dei villaggi avvenne con l'espandersi delle proprietà terriere (haciendas), spesso di proprietà di investitori stranieri. Questo processo è noto per lo stato di Morelos prima della rivoluzione messicana quando Emiliano Zapata emerse come sindaco di Anenecuilco per difendere terre e diritti dei villaggi. Poiché il regime di Díaz mirava a conciliare investitori stranieri e grandi proprietari immobiliari, i villaggi indigeni stranieri e domestici soffrirono politicamente ed economicamente.

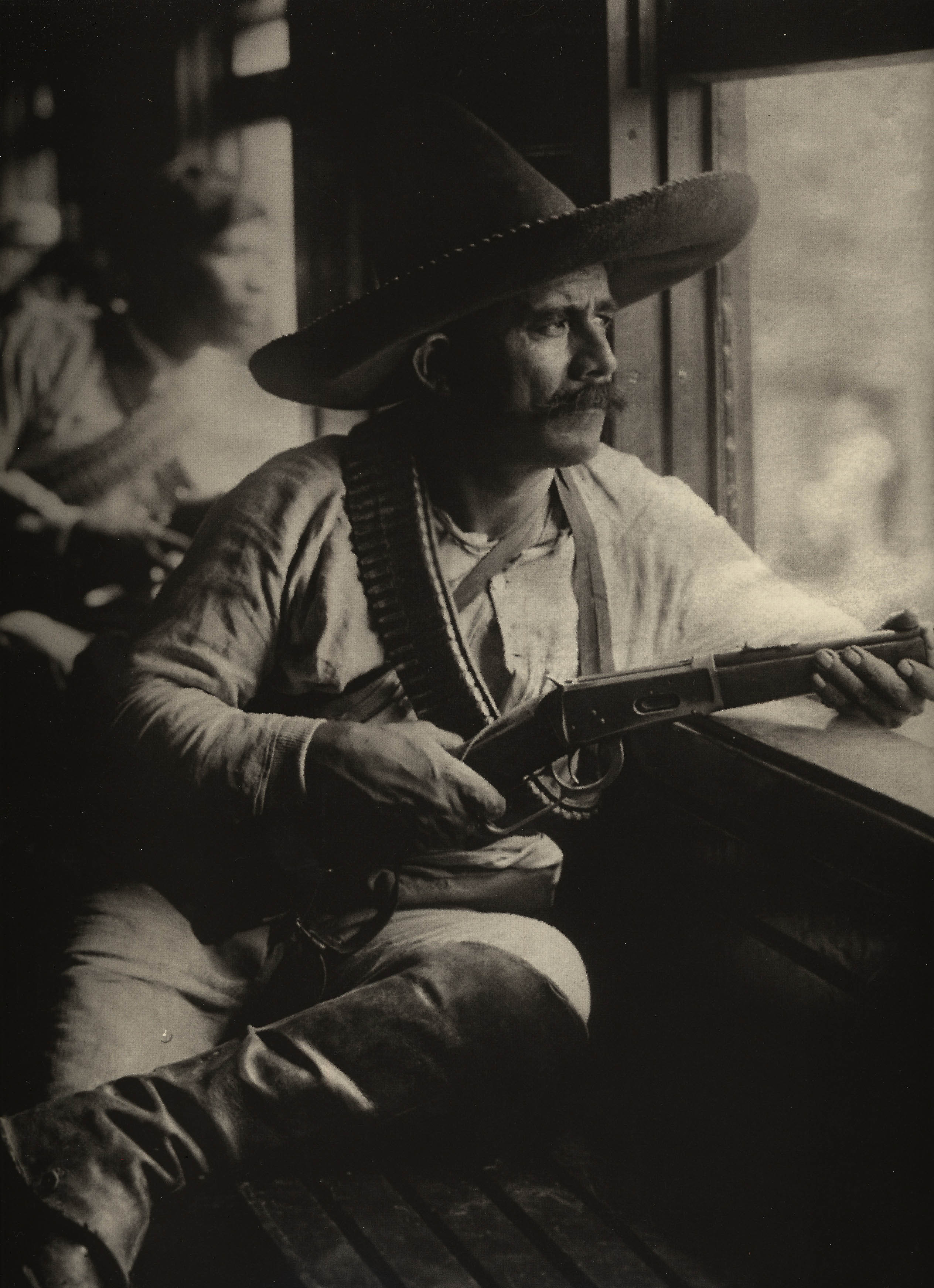
Rural a bordo di un treno. Fotografia di Manuel Ramos pubblicata su La Revista de las Revistas, maggio 1912

Quando Díaz salì al potere nel 1876, il confine settentrionale del Messico con gli Stati Uniti divenne una regione di tensione e conflitto, che dovette essere risolta affinché il regime di Díaz fosse riconosciuto come governo sovrano del Messico. Gruppi indigeni e ladri di bestiame saccheggiavano nella regione di confine. Gli Apache non riconobbero la sovranità degli Stati Uniti o del Messico sui loro territori tradizionali, ma usarono la divisione internazionale formale a loro vantaggio, facendo irruzione da una parte del confine e cercando rifugio dall'altra. I ladri rubavano il bestiame e usavano anche il confine per sfuggire alle autorità. Gli Stati Uniti usavano la questione delle frontiere come motivo per negare il riconoscimento al regime di Díaz e continuò a verificarsi un conflitto internazionale di basso livello. Il problema del riconoscimento fu finalmente risolto da Díaz. Rutherford B. Hayes concederà il riconoscimento nel 1878. Era chiaro a Díaz che l'ordine doveva essere mantenuto su tutte le altre considerazioni.
Il tumulto di oltre un decennio di guerra (1857-1867) e le perturbazioni economiche provocarono il brigantaggio. Per combattere questo, durante l'amministrazione del presidente civile Benito Juárez, una piccola ed efficiente forza di polizia rurale sotto il controllo del presidente, nota come Rurales, era uno strumento per imporre l'ordine. Quando l'ex generale dell'esercito Díaz assunse la presidenza, allargò le dimensioni e la portata dei Rurales; erano sotto il comando e il controllo del presidente in un modo in cui l'esercito messicano non lo era. Lo slogan del Porfiriato, "ordine e progresso", riconosceva che senza ordine politico, lo sviluppo economico e la crescita - il progresso - non erano possibili. Gli investitori non sarebbero disposti a rischiare il proprio capitale se le condizioni politiche fossero instabili.

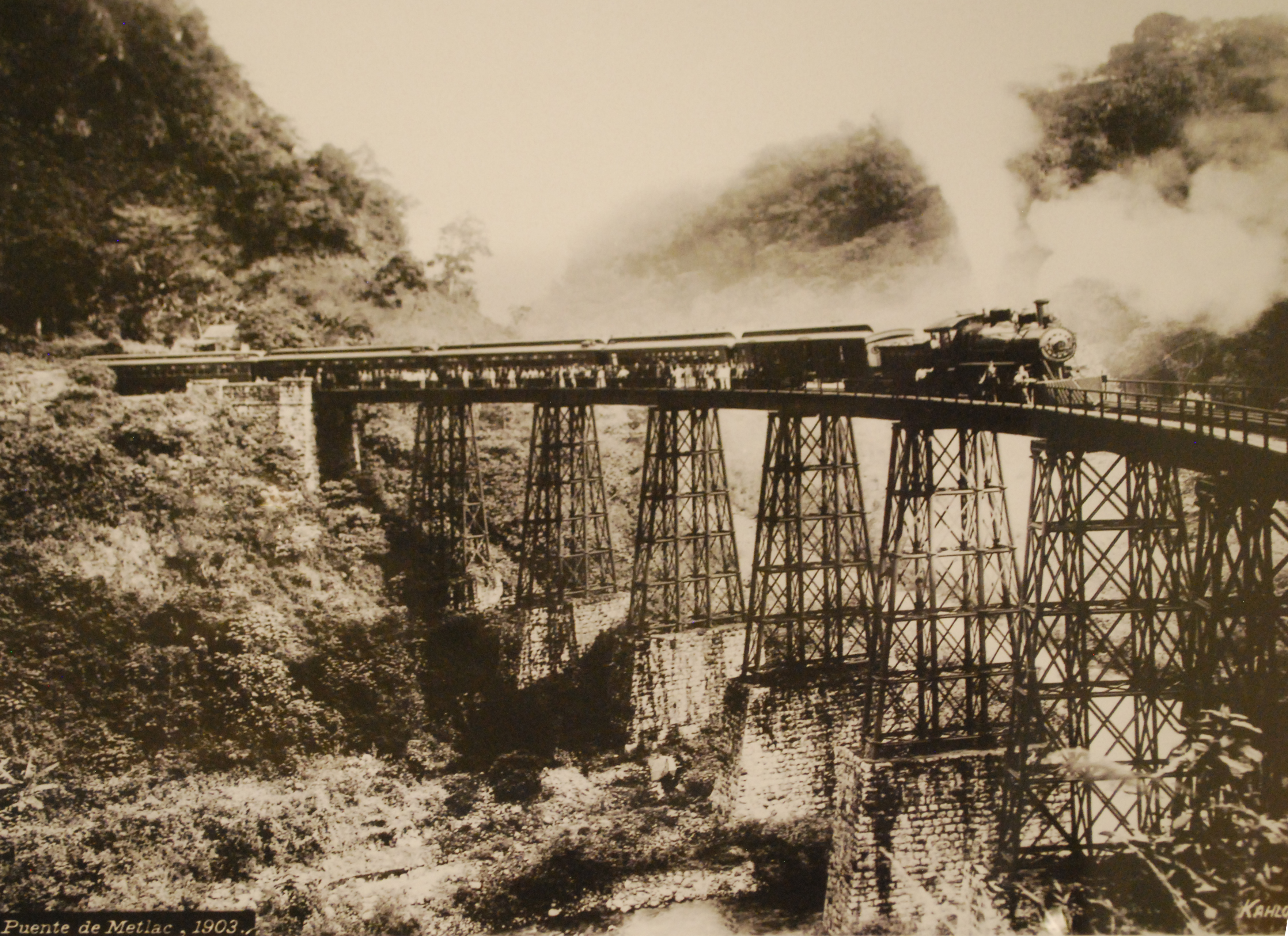
Una foto del ponte ferroviario Metlac, un esempio di successo ingegneristico che ha superato le barriere geografiche e ha permesso un movimento efficiente di merci e persone. Foto di Guillermo Kahlo.

La costruzione delle ferrovie diede al governo un controllo più efficace di molte regioni del Messico che avevano mantenuto un livello di indipendenza a causa della loro distanza dalla capitale. La costruzione di linee telegrafiche lungo i binari della ferrovia facilitò ulteriormente il controllo del governo, in modo che gli ordini da Città del Messico fossero immediatamente trasmessi a funzionari altrove. Il governo avrebbe potuto rispondere rapidamente alle rivolte regionali caricando Rurales armati ed i loro cavalli sui treni per sedare i disordini. Alla fine del XIX secolo, la violenza era quasi completamente scomparsa.

## Filosofia
Díaz stesso era un politico pragmatico, ma gli intellettuali messicani cercarono di articolare una logica per la loro forma di liberalismo. I difensori erano chiamati Científicos, "uomini di scienza". Trovarono una base per una tale filosofia dalla lavorazione in Messico nel positivismo del filosofo francese Auguste Comte e nel darwinismo sociale di Herbert Spencer. Il positivismo cercava di fondare la conoscenza sull'osservazione e la conoscenza basata empiricamente piuttosto che sulla metafisica o sul credo religioso. In Messico, gli intellettuali liberali credevano che la stabilità del Messico sotto Díaz fosse dovuta al suo governo forte. Nel darwinismo sociale e nel positivismo gli intellettuali vedevano la giustificazione del loro dominio a causa della loro superiorità su una popolazione messicana in gran parte rurale, in gran parte indigena e di razza mista (meticcio). I liberali cercavano di sviluppare economicamente il Messico e cercavano di attuare progressi con un'ideologia che promuovesse atteggiamenti che erano "principi nazionalisti, capitalisti e morali di parsimonia, duro lavoro, imprenditorialità, igiene adeguata e temperanza".

## Economia

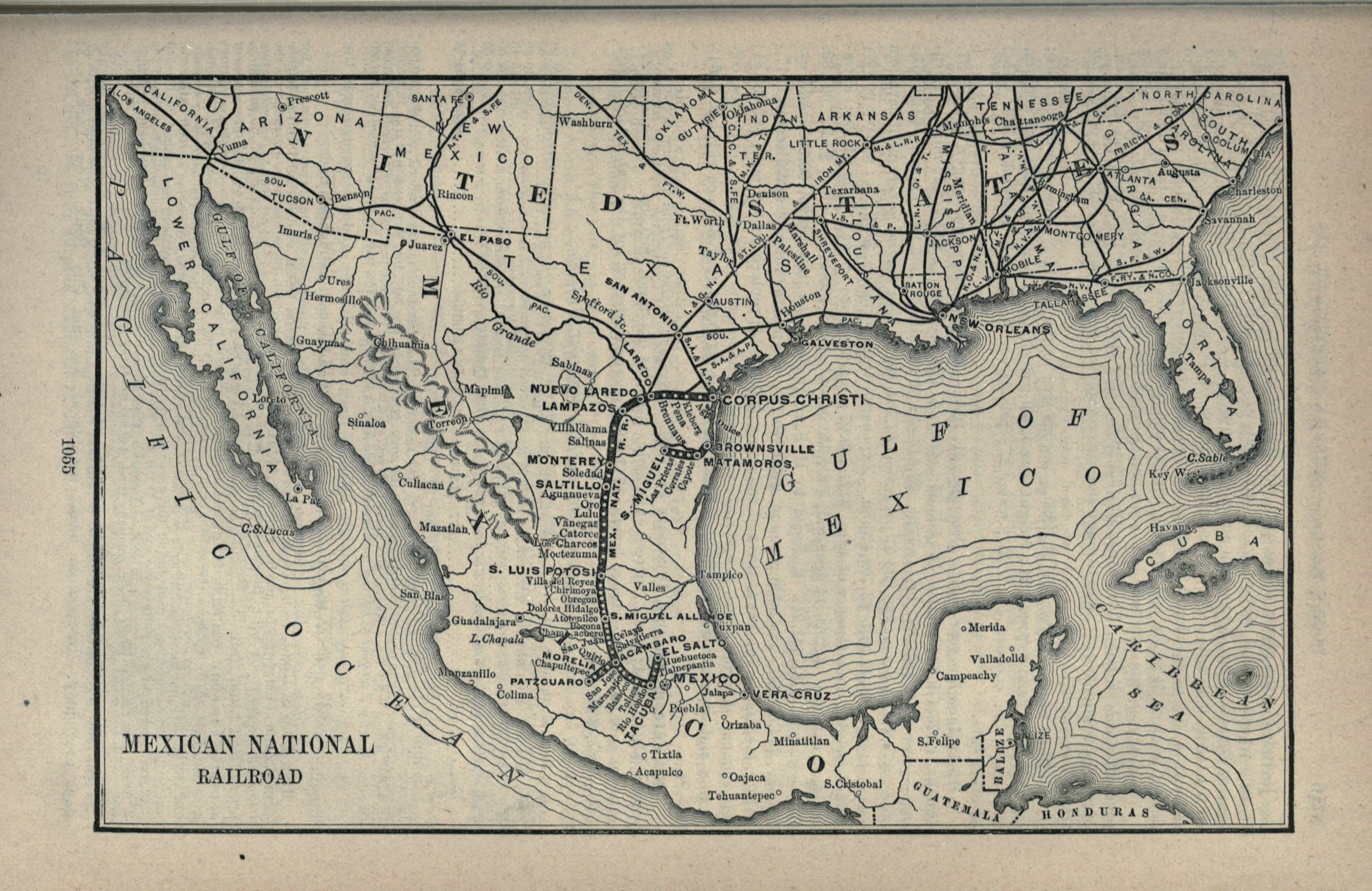
La Ferrovia Nazionale Messicana nel 1891

Il Messico all'inizio del Porfiriato era una nazione prevalentemente rurale, con grandi proprietari immobiliari che controllavano la produzione agricola per il mercato alimentare locale e regionale. I più grandi gruppi di messicani coinvolti nell'agricoltura erano allevatori su piccola scala e agricoltori di sussistenza insieme a contadini senza terra che coltivavano terre che non possedevano. I modelli di proprietà terriera si stavano spostando nel XIX secolo. La Riforma liberale aveva cercato di eliminare la proprietà corporativa della terra, prendendo di mira le proprietà di proprietà della Chiesa cattolica romana e le comunità indigene, costringendole a essere suddivise in pacchi e vendute. Nonostante le speranze dei liberali, ciò non portò alla creazione di una classe di contadini yeoman, ma minò l'integrità delle comunità indigene e minò il potere economico della Chiesa.

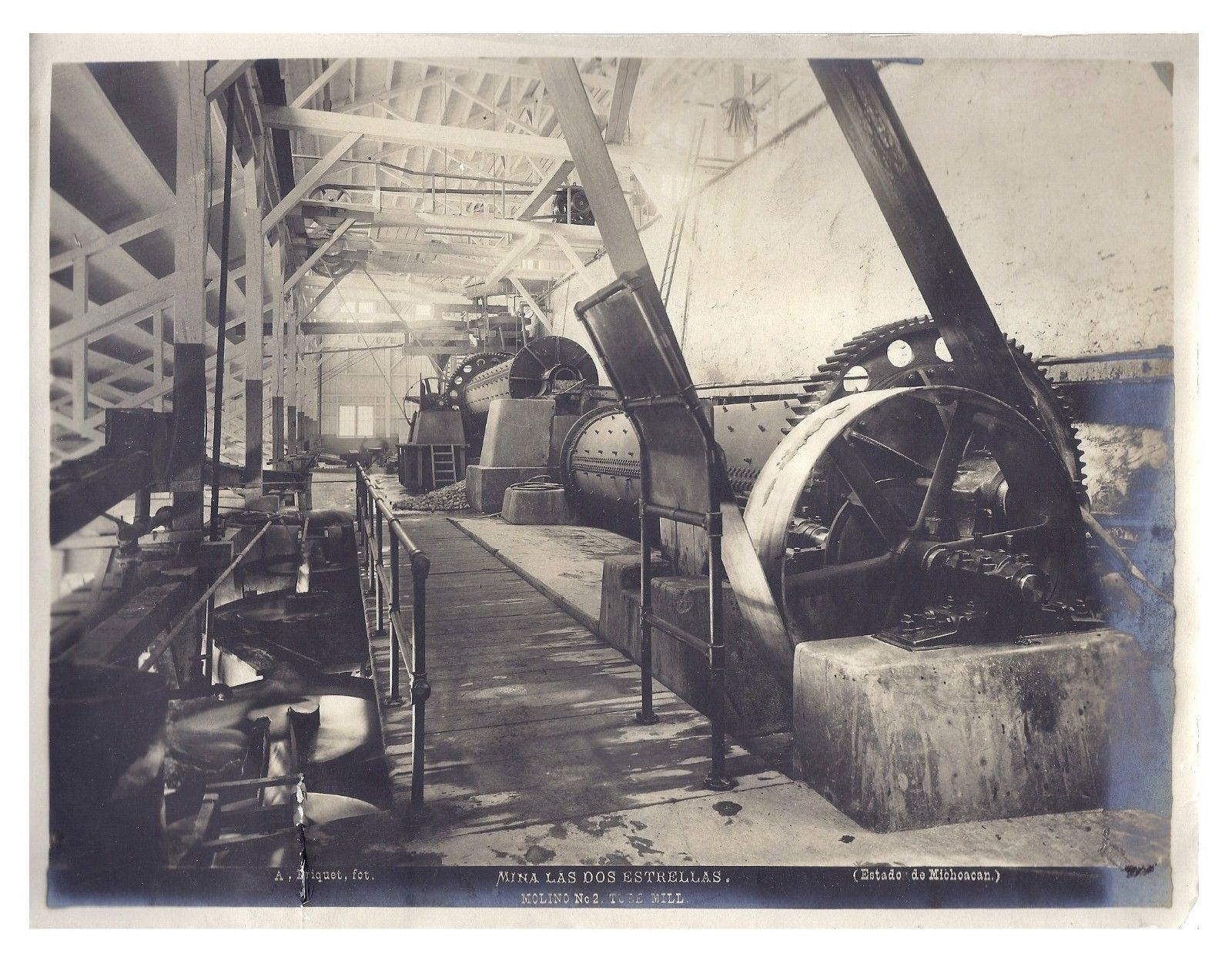
Mine Dos Estrellas, 1905 circa. Foto di Abel Briquet

La costruzione di linee ferroviarie fu un fattore importante nel trasformare l'economia messicana. Il Messico non è dotato di un sistema fluviale navigabile che avrebbe consentito un trasporto d'acqua a basso costo e le strade erano spesso impraticabili durante la stagione delle piogge, quindi la costruzione di linee ferroviarie superò un grave ostacolo allo sviluppo economico messicano. La prima linea da costruire fu dal porto di Veracruz sul Golfo a Città del Messico, iniziato durante l'intervento francese, ma la rapida espansione delle linee nel Messico centrale e verso nord fino al confine con gli Stati Uniti abbassò i costi di trasporto di passeggeri e merci, aprì nuove regioni, come la Comarca Lagunera nel nord del Messico, allo sviluppo agricolo. I capitali per le ferrovie, nonché i binari e il materiale rotabile erano stranieri. Gli investimenti in tali infrastrutture che richiedono capitale sono un indicatore del fatto che gli investitori stranieri avevano fiducia nella stabilità del Messico. La costruzione delle ferrovie portò un certo grado di stabilità, nonché una significativa riduzione del brigantaggio e di altri disordini. I contadini e i loro cavalli potevano essere caricati sui treni e spediti per imporre l'ordine.
Insieme alla costruzione di ferrovie, furono costruite linee telegrafiche accanto ai binari. Ciò consentì la comunicazione istantanea tra capitale e città lontane, aumentando il potere dello Stato messicano centrale su regioni lontane. La possibilità di inviare rapidamente Rurales nelle zone problematiche era un effetto diretto di comunicazione più efficiente.

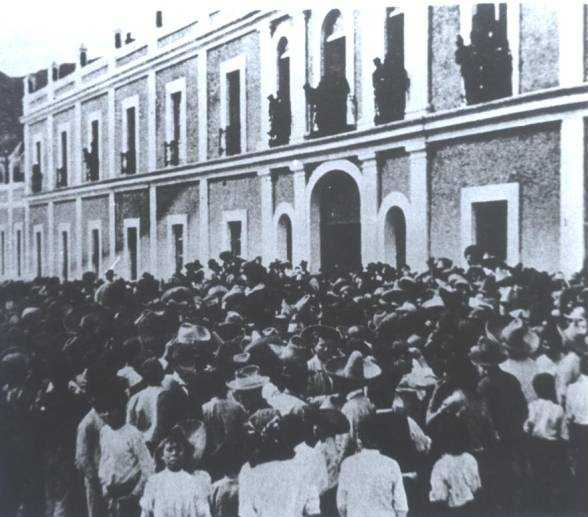
Rivoltosi di fronte alla fabbrica durante lo sciopero del Río Blanco nel 1907

Un settore che si espanse in modo significativo durante questo periodo era quello minerario. Nell'era coloniale, il Messico aveva estratto e raffinato argento, coniato monete d'argento che divenne la prima valuta globale. Durante il Porfiriato, l'estrazione di minerali industriali era il fulcro del settore. Il prezzo mondiale dell'argento calò nel 1873, mentre allo stesso tempo le economie dei paesi sviluppati avevano bisogno di minerali industriali per la loro produzione. Come con altri aspetti dell'economia messicana, la crescita nel settore minerario era basata sulla stabilità stabilita dal governo. L'espansione della rete ferroviaria comportò il trasporto economico del minerale e la rete telegrafica consentì agli investitori di avere comunicazioni efficienti con i siti minerari. Investitori stranieri, in particolare dagli Stati Uniti, aveva fiducia nel rischiare il proprio capitale nelle imprese minerarie in Messico. Le imprese minerarie per rame, piombo, ferro e carbone nel nord del Messico, in particolare Sonora, Chihuahua, Durango, Guanajuato e Coahuila, con Monterrey e Aguascalientes che divennero particolarmente importanti.
Lo sviluppo della produzione industriale mirava a un mercato interno, principalmente nel settore tessile. Furono costruite fabbriche nelle aree urbane da imprenditori messicani a Orizaba e Guanajuato, che offrirono ai lavoratori l'opportunità di guadagnare i salari. Queste fabbriche, molte di proprietà di cittadini francesi, soddisfacevano le esigenze tessili domestiche.

## Lavoro

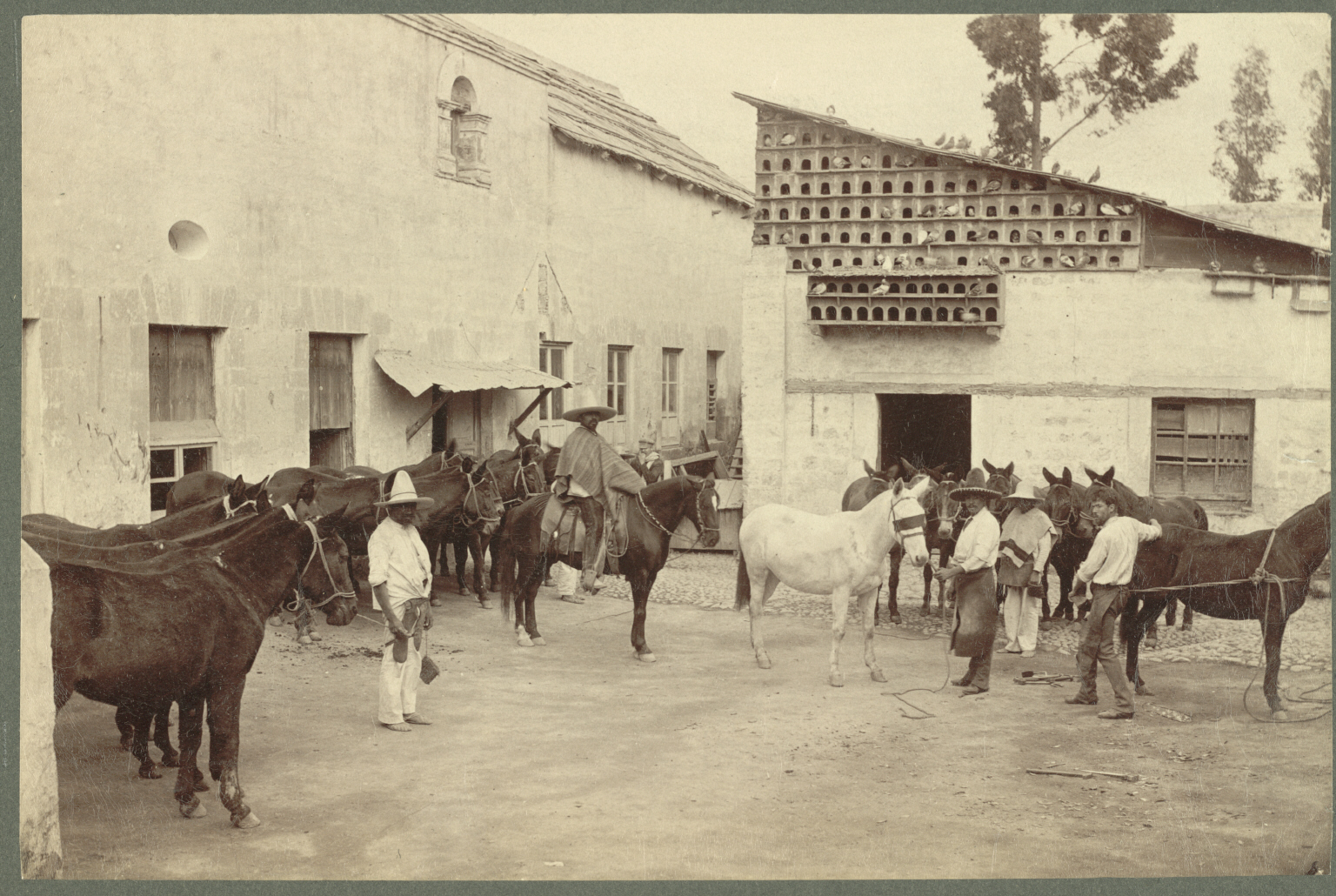
Maniscalchi intenti a ferrare i muli (scena di villaggio messicano). Foto di Abel Briquet. Sebbene la meccanizzazione stesse prendendo piede durante il Porfiriato, gran parte del lavoro era ancora svolto da uomini e animali

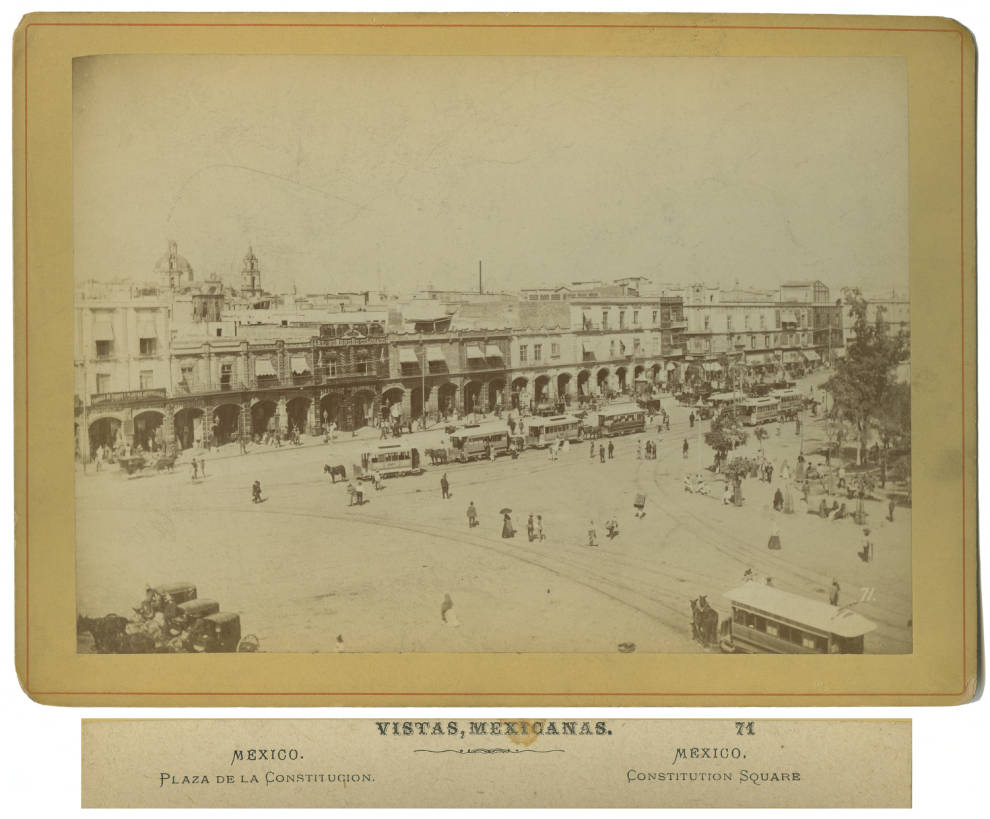
Città del Messico Zócalo, con tram trainati da muli, 1890 circa. Foto di Abel Briquet

Le organizzazioni di artigiani esistevano già quando Díaz salì al potere nel 1876, come organizzazioni mutualistiche o società di lavoratori benevoli, e condussero scioperi. Il Gran Círculo de Obreros de México aveva quasi 30 filiali in Messico, che chiedevano sussidi oltre ad aiutare i lavoratori quando erano malati, feriti o morti. Nel 1875, il Congreso Obrero cercò obiettivi più ampi, compresa l'istruzione per i lavoratori adulti, l'istruzione obbligatoria per i bambini e la rappresentazione dei loro obiettivi alle autorità. Il movimento operaio non fu unificato, compreso nell'assumere posizioni politiche. Durante la fine degli anni 1870 e l'inizio degli anni 1880, gli artigiani non poterono più aspirare a diventare maestri artigiani che possedevano il proprio negozio. Il loro malcontento portò ad agitazioni, ma la formazione di organizzazioni di lavoro industriale combattivo alla fine del XIX secolo può essere vista come la radice del moderno movimento operaio in Messico. Dopo il 1900, mentre l'economia del paese si espandeva drammaticamente con l'infusione di capitali stranieri e la crescita di varie industrie, cresceva anche il lavoro industriale organizzato. I lavoratori resistettero alla meccanizzazione di industrie come quelle tessili, dove i proprietari cercavano una maggiore produttività per lavoratore. Ebbero luogo scioperi nelle industrie tessili di cotone, come lo sciopero del Río Blanco nel 1907, il più noto. I lavoratori delle ferrovie erano i migliori sindacalizzati alla fine del Porfiriato, con circa il 50% di essi sindacalizzati. Non c'era un solo sindacato, ma piuttosto suddiviso in compiti particolari, come ingegneri e pompieri. Lavori più qualificati erano dominati dai lavoratori statunitensi e i lavoratori messicani venivano pagati meno per lo stesso lavoro. Anche i lavoratori si organizzarono in rivolte, come nello sciopero di Cananea nel 1906, il più noto, poiché la miniera era di proprietà di interessi statunitensi e uomini armati dell'Arizona attraversarono il Messico per reprimere lo sciopero. Sebbene il Partito Liberale Messicano (PLM) sostenesse cambiamenti radicali a favore del lavoro, la maggior parte dei lavoratori industriali erano riformisti e non rivoluzionari. Poiché il regime di Díaz non rispose alle richieste di riforma, molti lavoratori ritennero desiderabile il cambiamento di regime. Con l'espansione della rete ferroviaria, i lavoratori potevano cercare lavoro lontano dalle loro case. A Città del Messico, lo sviluppo di un sistema di tram, inizialmente auto trainate da muli, e successivamente auto elettriche, consentì il trasporto di massa. Le compagnie di automobili di strada impiegavano una varietà di lavoratori per costruire i binari, mantenere le macchine e i muli e servire come conduttori.
Le donne urbane furono in grado di ottenere un impiego negli uffici sia nelle imprese pubbliche che private. Sebbene la presenza delle donne in casa piuttosto che lavorare fuori casa fosse un indicatore dello status di classe media, alla fine del XIX secolo le donne rispettabili venivano sempre più impiegate fuori casa come impiegate. Durante la Riforma liberale a metà del XIX secolo, le donne iniziarono ad entrare nel mondo del lavoro come insegnanti di scuola pubblica e in attività di beneficenza. Il regime di Díaz aprì opportunità per le donne come impiegati del governo negli anni 1890. La creazione di una burocrazia del governo messicano in gran parte gestita da donne ai livelli inferiori avvenne in modo simile ad altre nazioni mentre le donne istruite si occupavano dell'espansione delle scartoffie ufficiali e dell'introduzione della nuova tecnologia degli uffici della macchina da scrivere, del telefono e del telegrafo.

## Classi sociali, ruoli di genere, cittadinanza

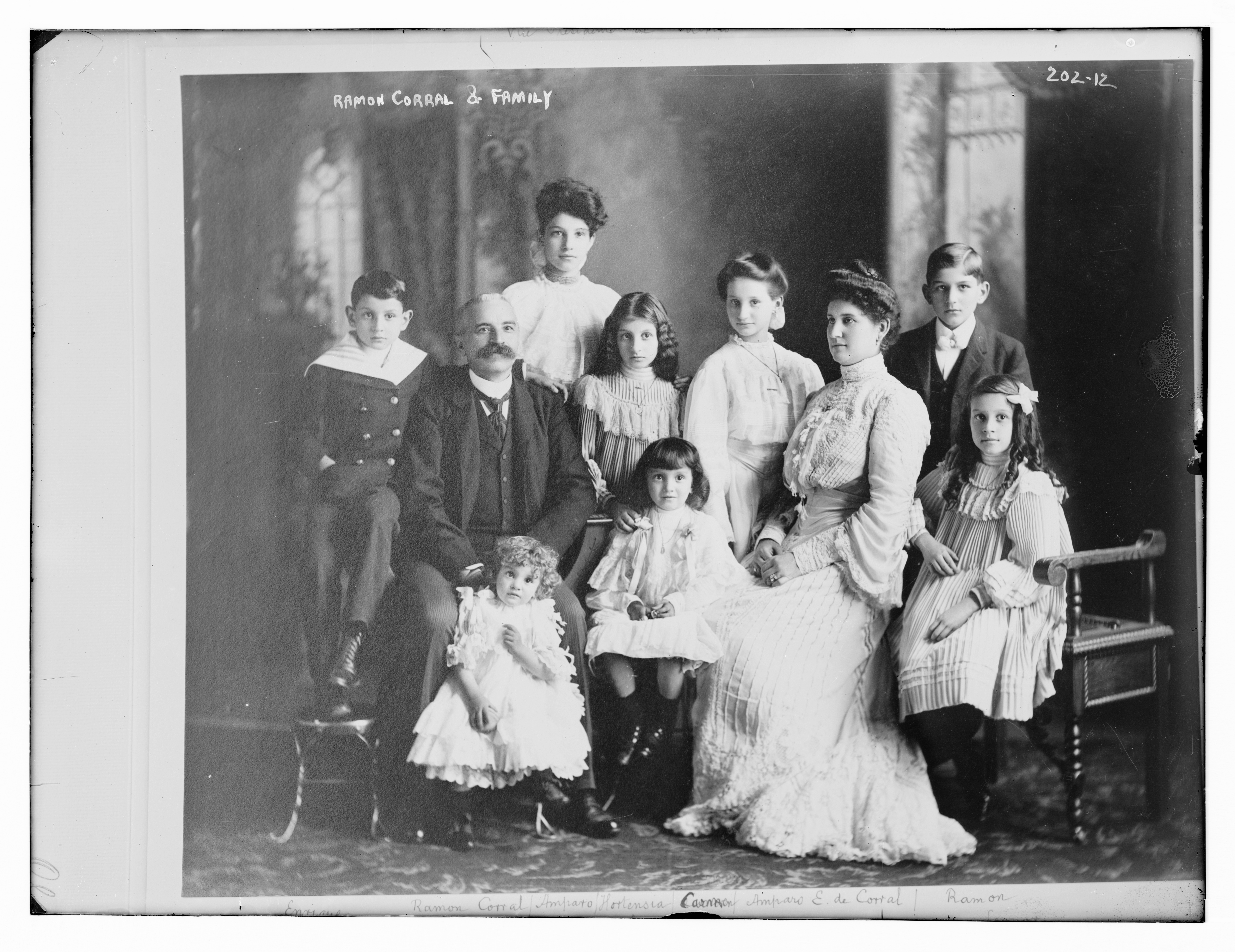
Il Vicepresidente di Díaz Ramón Corral e la sua famiglia, vestiti in abiti in stile europeo

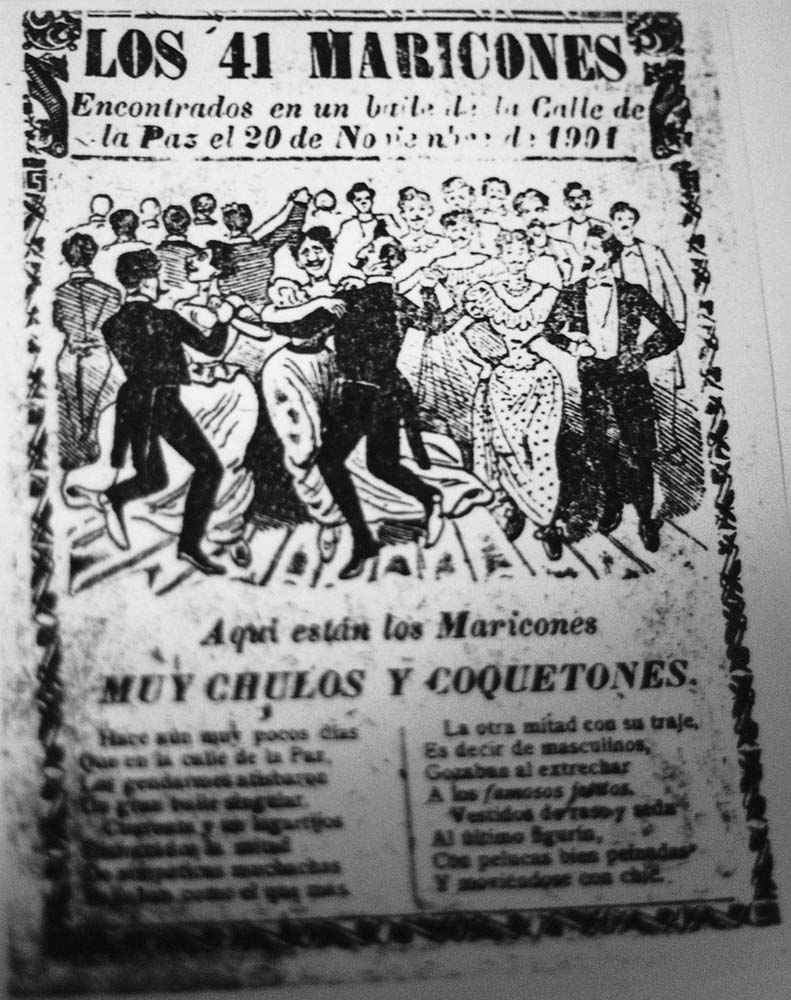
Il "Ballo dei quarantuno", José Guadalupe Posada, 1901

L'aumento della ricchezza dovuto alla crescita dell'agricoltura e dell'industrializzazione delle esportazioni favorì in larga misura le élite urbane e gli stranieri, con il divario di reddito e culturale con il povero ampliamento. Di gran lunga il più grande settore della popolazione messicana era rurale e indigeno, con le città del Messico, in particolare la capitale, con la più grande concentrazione di facoltose élite bianche. Gli uomini contadini coltivavano terreni che erano generalmente di proprietà di altri, mentre le donne contadine allevavano bambini, cucinavano e pulivano. Nelle città, le donne plebe erano domestiche, lavoratrici in panetterie e fabbriche, mentre gli uomini plebei svolgevano tutta una serie di compiti manuali. Nel Messico centrale e meridionale, lo Stato indebolì sempre più la struttura politica del dominio e la perdita di terre comunitarie ebbe un impatto significativo, ma i modi tradizionali persistettero.
Il progetto liberale cercò di alimentare una cittadinanza che aderiva alle virtù civiche attraverso il miglioramento della salute pubblica, l'addestramento militare professionale per gli uomini, un sistema penale riabilitativo e l'educazione pubblica secolare. Lo Stato cercò di sostituire i valori tradizionali basati sulla religione e sulla lealtà locale con principi astratti condivisi da tutti i cittadini.
Il Porfiriato vide la crescita della classe media urbana, con le donne che entravano nella forza lavoro come insegnanti e impiegati. I nuovi ruoli delle donne non solo aggiunsero al reddito familiare, ma contribuirono anche a importanti cambiamenti culturali, poiché modellarono l'identità di una famiglia della classe media e alcune divennero visibili come attiviste per i diritti delle donne.
Le donne messicane della classe media iniziarono ad affrontare la disparità di genere davanti alla legge, così come altre questioni. Il femminismo in Messico emerse durante la Riforma liberale e il Porfiriato, con gli aderenti che criticavano la disuguaglianza nella società messicana, come accadeva altrove nell'emisfero e nell'Europa occidentale. Alcune donne formarono gruppi di sole donne per discutere di disuguaglianze, fondarono riviste letterarie e parteciparono a congressi internazionali sui diritti delle donne. Sebbene ci fosse una certa pressione politica per il suffragio femminile in Messico, non si realizzò fino al 1953.
Sebbene ci fu un cambiamento sociale negli atteggiamenti e nei confronti dei ruoli delle donne, la diversità sessuale non cambiò così rapidamente. L'omosessualità rimase clandestina e privata in generale. Nel novembre del 1901, tuttavia, ci fu uno scandalo pubblico su un raid della polizia ad un raduno di uomini gay e travestiti a Città del Messico, noto come il Ballo dei quarantuno. Il caricaturista José Guadalupe Posada fece una bordata dell'incidente. Le voci abbondavano che il genero di Porfirio Díaz fosse uno degli arrestati, ma rilasciato. Un elenco degli arrestati non fu mai pubblicato e il governo non confermò né negò.

## Istruzione

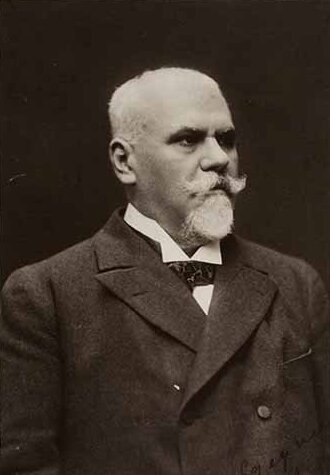
Justo Sierra, Segretario dell'Istruzione sotto Díaz (1905-1911), fondò l'Università nazionale autonoma del Messico

I liberali crearono un sistema educativo secolare per contrastare l'influenza religiosa della Chiesa cattolica romana. Le scuole pubbliche erano state istituite durante il periodo di Benito Juárez, ma si espansero durante il Porfiriato dopo la sconfitta della monarchia francese e dei loro alleati cattolici messicani. Le scuole non solo insegnavano l'alfabetizzazione e la matematica, ma miravano anche a creare una forza lavoro guidata da principi di puntualità, parsimonia, preziose abitudini di lavoro e astinenza dall'uso di alcol e tabacco e dal gioco d'azzardo. Nonostante ciò, l'analfabetismo era molto diffuso, con il censimento del 1910 che indicava solo il 33% degli uomini e il 27% delle donne come alfabetizzati. Tuttavia, l'impegno del governo per l'educazione sotto Justo Sierra fu un passo importante, in particolare nell'istruzione superiore, con l'istituzione della secolare e controllata Università nazionale autonoma del Messico. La Reale e pontificia università del Messico, fondata all'inizio del XVI secolo sotto l'autorità religiosa, fu soppressa nel 1865. La scuola di insegnamento era una delle poche professioni onorevoli aperte alle donne. Le insegnanti urbane e istruite delle scuole femminili erano in prima linea per le femministe in Messico.

## Sanità pubblica

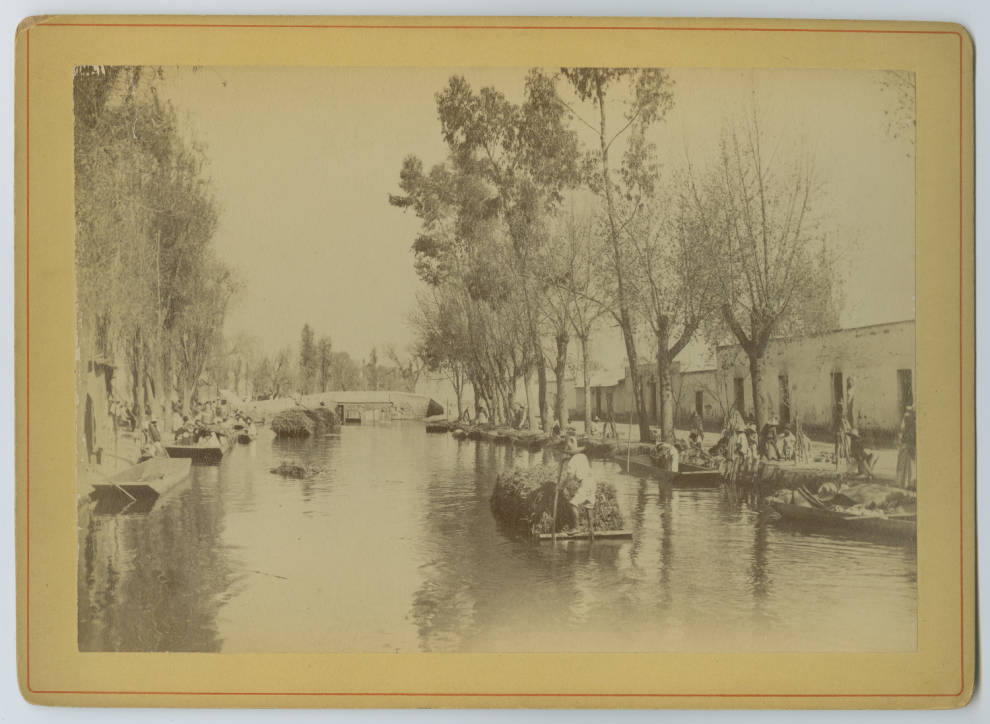
Canal de la Viga, Città del Messico – foto di Abel Briquet

La salute pubblica divenne una questione importante per il governo messicano, che considerò una popolazione sana importante per lo sviluppo economico. Gli investimenti del governo nella sanità pubblica furono visti come parte del progetto generale di modernizzazione del Messico. A Città del Messico, il governo investì in un progetto di infrastrutture su larga scala per drenare il sistema lacustre centrale, la desagüe nel tentativo di prevenire frequenti inondazioni nella capitale. I canali di Città del Messico avevano ancora un notevole traffico di imbarcazioni, come sul Canal de la Viga, ma erano i canali in cui venivano scaricate le acque reflue, i rifiuti e le carcasse di animali. L'accesso all'acqua potabile spesso significava attirarla dalle fontane della comunità e distribuire casa per casa da operai con carriole o trasportare contenitori sulla schiena. Alcune famiglie erano troppo povere per pagare il servizio, quindi un membro della famiglia avrebbe prelevato e trasportato l'acqua. I pianificatori considerarono drenaggio inadeguato, trattamento delle acque reflue e mancanza di accesso all'acqua potabile pulita come problemi risolvibili con metodi scientifici. Un altro problema che i modernizzatori affrontarono fu il risanamento nel settore del confezionamento di carne. Instillare idee di igiene adeguata erano valori da impartire nelle scuole.

## Riforma penale

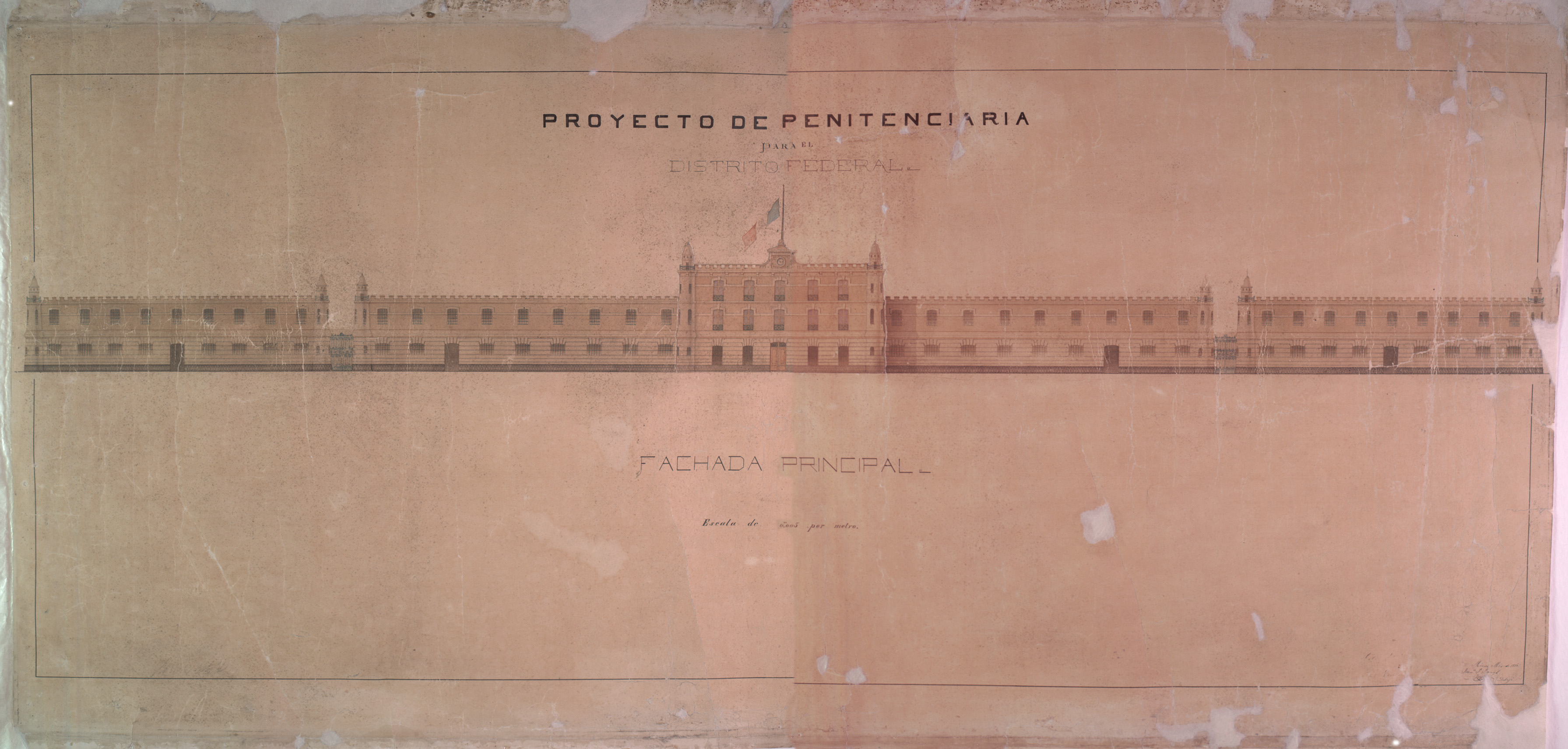
Progetto della Prigione di Lecumberri

La prigione principale di Città del Messico era un ex convento, la prigione di Belem, che fu riproposta più volte prima di diventare una prigione per uomini e donne. Era sporca, mal gestita e un simbolo dell'ordine. Furono elaborati piani per la costruzione di una nuova struttura, un penitenziario progettato per riabilitare i suoi prigionieri. Progettato come un panopticon basato sui piani di Jeremy Bentham, il Palacio de Lecumberri fu aperto nel 1900. I funzionari messicani erano a conoscenza dei cambiamenti nell'idea della prigione e si erano concentrati di recente sulla raccolta di statistiche sul crimine.

## Cultura

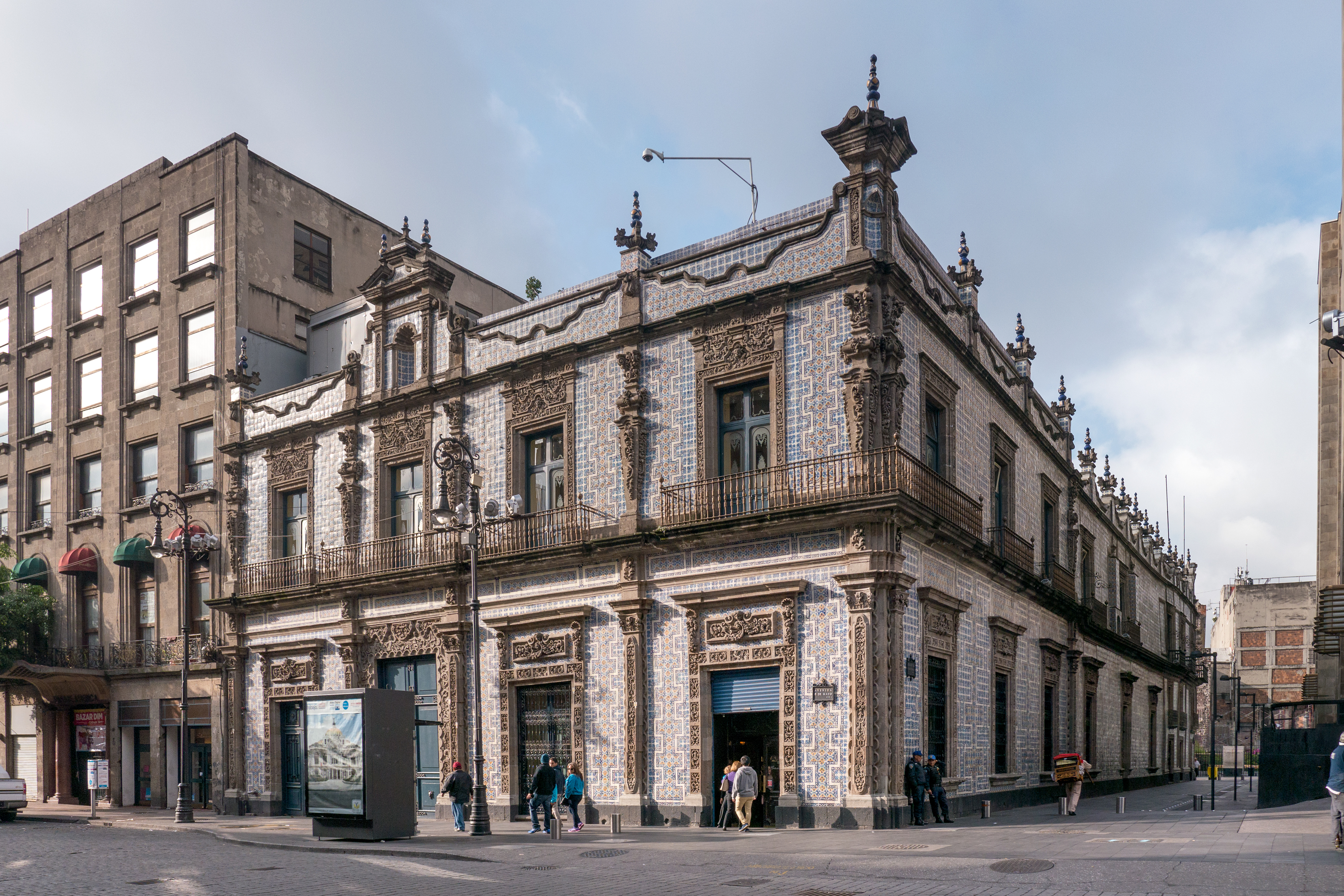
Casa de Azulejos, Città del Messico, sede del Jockey Club durante il Porfiriato

Durante il Porfiriato, le élite urbane messicane divennero più cosmopolite, con i loro gusti di consumatore per gli stili e i beni di moda importati considerati un indicatore della modernità del Messico, con la Francia che incarnava la raffinatezza che ammiravano. Da quando i francesi avevano invaso il Messico e l'avevano occupato nel corso degli anni 1860, la svolta del Messico verso la Francia non fu priva di controversie in Messico. La Francia fu una grande potenza europea e con la caduta di Napoleone III nel 1870, si aprì la strada per ristabilire le normali relazioni tra i paesi. Con la ripresa delle relazioni diplomatiche, il Messico abbracciò con entusiasmo gli stili francesi. Grandi magazzini, come il Palacio de Hierro, furono modellati su quelli di Parigi (Le Bon Marché) e di Londra (Harrods). L'influenza francese sulla cultura della moda, dell'arte e dell'architettura è evidente nella capitale e in altre grandi città messicane, con le élite messicane entusiaste degli stili francesi conosciuti come afrancesados.

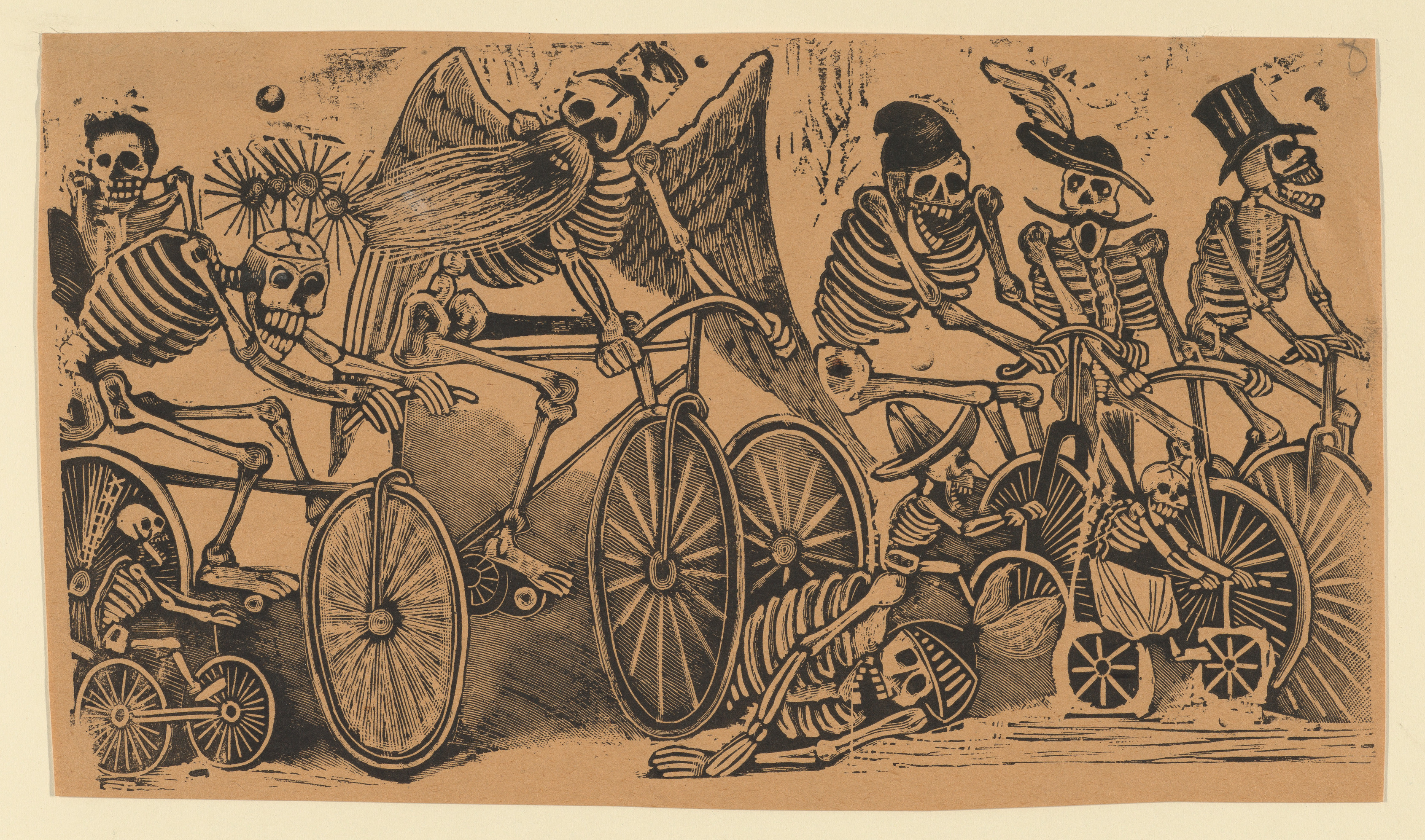
Stampa satirica di José Guadalupe Posada con ciclisti chiamati con i nomi dei giornali di Città del Messico

Tra le élite, le corse dei cavalli divennero popolari e sono state costruite piste da corsa appositamente costruite, come l'ippodromo di Peralvillo, costruito dal neo-formato Jockey Club. Il club assunse un architetto che partecipò a eventi di gara in Europa e negli Stati Uniti per progettare e costruire la pista, che doveva essere aperta la domenica di Pasqua del 1882, un modo chiaramente non religioso per celebrare la festa. Alla ritardata apertura, il presidente della Repubblica (1880-1882), Manuel González, il suo gabinetto e il corpo diplomatico, insieme ai messicani che potevano permettersi l'ingresso, videro i cavalli di proprietà di signori competere per le borse. Il Jockey Club fu fondato nel 1881, modellato su quelli in Europa. Città del Messico occupava l'ultimo piano dell'antica residenza settecentesca del Conte di Orizaba, nota come Casa delle piastrelle. Il club fornì un luogo per incontri sociali d'élite. Tra i direttori del Jockey Club c'erano Manuel Romero Rubio e José Yves Limantour, i più stretti consiglieri di Díaz, e il presidente González e lo stesso Díaz come membri. Il Jockey Club aveva sale per fumatori, sale da pranzo, armi, bowling, poker e baccarat. C'erano case da gioco di lusso che erano regolate dal governo. Uno era nell'ex palazzo dell'Imperatore Iturbide, che alla fine del XIX secolo era un hotel. L'intrattenimento tra gli uomini delle classi popolari urbane includeva gli sport tradizionali di combattimento di galli e corride.
Le biciclette furono importate da Parigi e Boston a Città del Messico nel 1869, subito dopo l'intervento francese. Una società francese importò biciclette e aprì un'attività di noleggio, ma lo sport decollò quando la tecnologia migliorò negli anni 1890 con ruote di uguali dimensioni e pneumatici. Club di biciclette e gare organizzate fecero la loro comparsa poco dopo. Gli sport organizzati con regole, uguaglianza di competizione, burocrazia e tenuta dei registri formali divennero tratti distintivi della modernità. Sebbene gli uomini dominassero lo sport, anche le donne partecipavano. Soprattutto per le donne, andare in bicicletta ha sfidato il comportamento, il comportamento e le mode tradizionali, liberandole dall'essere chiuse da vicino. Andare in bicicletta richiedeva un abbigliamento femminile migliore e molti Bloomers adottarono per la guida. Nel 1898, un montaggio di cartoni animati nella pubblicazione satirica El Hijo del Ahuizote rispose alla domanda "perché andare in bicicletta? Per divertimento, per piacere nelle strade", e un pannello mostra una bicicletta sul fianco con una coppia che si abbraccia, con la didascalia "per amore". Il ciclismo fu pubblicizzato come promozione dell'esercizio fisico e buona igiene e fu associato alla modernità, alla velocità e alla modernizzazione attraverso la tecnologia.

## Religione

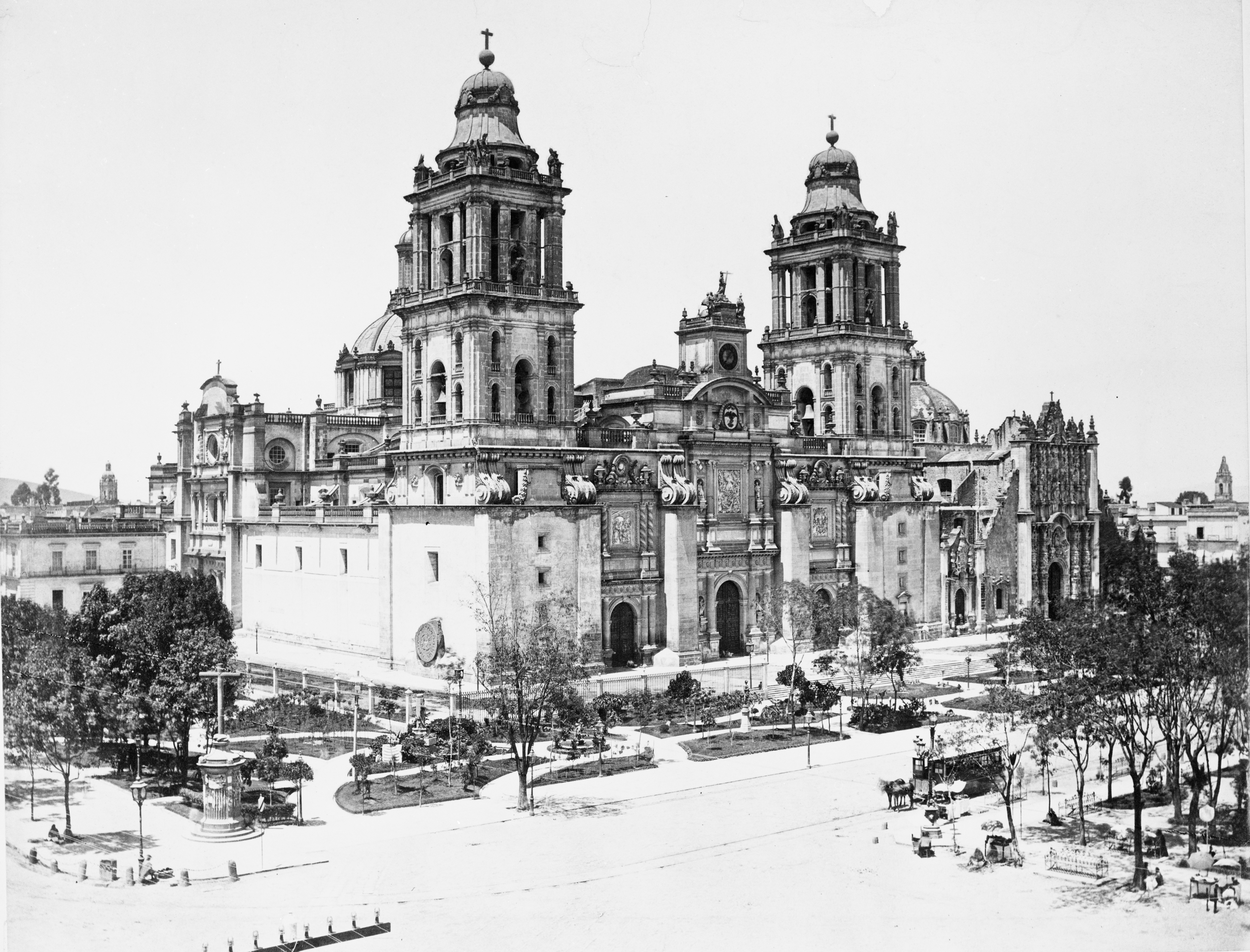
La Cattedrale di Città del Messico, 1880 circa. Foto di Abel Briquet. Notare la Piedra del Sol azteca che si staglia contro il muro della cattedrale sotto il campanile.

La metà del XIX secolo era stata colpita dal conflitto tra la Chiesa cattolica e lo Stato liberale. La Costituzione messicana liberale del 1857 aveva stabilito la separazione tra chiesa e Stato, e c'erano articoli fortemente anticlericali. Come politico pragmatico, Díaz non volle riaprire il vero conflitto tra il suo regime e la Chiesa cattolica in Messico e il suo matrimonio con Carmen Romero Rubio, che era una fedele cattolica, aiutò a riparare la spaccatura. Díaz non abrogò mai gli articoli anticlericali della Costituzione, ma non li fece rispettare rigorosamente, così che la Chiesa cattolica fece un ritorno politico ed economico durante il Porfiriato. I missionari protestanti statunitensi si fecero strada in Messico durante il Porfiriato, in particolare al nord, ma non sfidarono significativamente il potere del cattolicesimo in Messico. In diverse regioni del paese sorsero culti religiosi locali e movimenti di contadini dissidenti, che la Chiesa cattolica considerava idolatrici. In risposta alla potenziale perdita dei fedeli in Messico e altrove, Papa Leone XIII pubblicò l'enciclica Rerum Novarum, chiedendo alla Chiesa di essere coinvolta in problemi sociali. In Messico, alcuni laici cattolici sostennero l'abolizione della peonage del debito nelle proprietà terriere, che teneva i contadini legati a lavorare lì perché non erano in grado di pagare i loro debiti. La stessa Chiesa aveva perso terre durante la Riforma liberale a metà del XIX secolo, quindi poteva dare voce al sostegno della difficile situazione dei contadini. Il successo della Chiesa nelle nuove iniziative può essere visto come gli zapatisti del Morelos non compirono azioni anticlericali durante la rivoluzione messicana e molti combattenti indossavano la Vergine di Guadalupe.

## Memoria storica

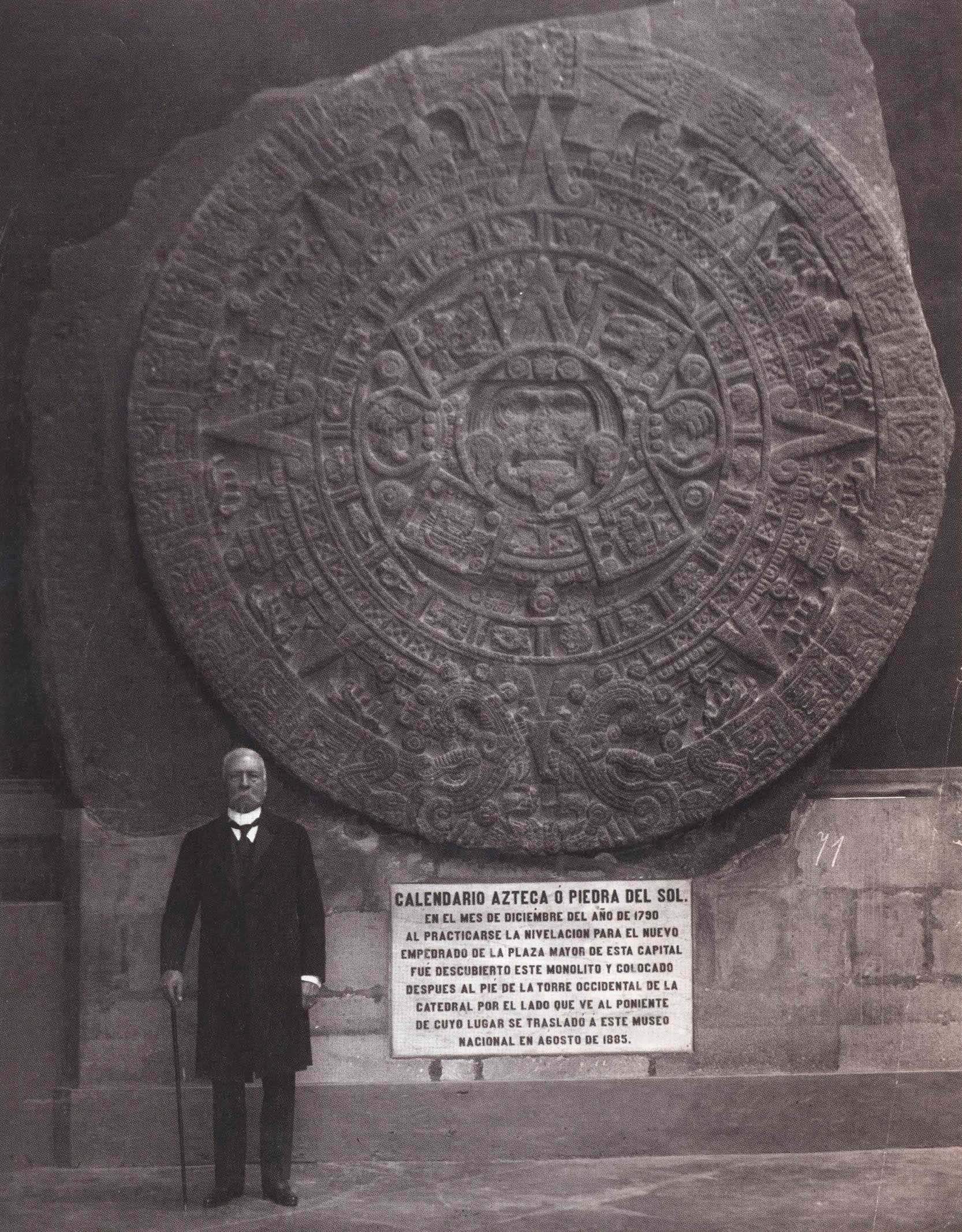
Porfirio Díaz nel 1910 al Museo nazionale di antropologia con la Piedra del Sol azteca. In precedenza era esposta all'aperto, contro il muro della Cattedrale di Città del Messico.

Durante il regime di Díaz, lo Stato iniziò ad assumere il controllo del patrimonio culturale del Messico, ampliando il Museo nazionale di antropologia come deposito centrale di reperti provenienti dai siti archeologici del Messico, nonché affermando il controllo sui siti stessi. La Legge dei Monumenti (1897) attribuiva la giurisdizione sui siti archeologici al governo federale. Ciò consentì l'espropriazione e l'espulsione dei contadini che avevano coltivato colture nei siti archeologici, il più sistematicamente fatto a Teotihuacan. L'ex ufficiale di cavalleria e archeologo Leopoldo Batresfu fu ispettore dei monumenti archeologici e esercitò un notevole potere. Raccolse risorse dai fondi del governo di Díaz per proteggere i siti archeologici del Messico centrale e dello Yucatán, nonché per assumere lavoratori per scavare siti archeologici di particolare importanza per creare un'immagine del glorioso passato del Messico per studiosi e turisti stranieri, nonché fervore patriottico in Messico.
Lungo l'ampio viale alberato, il Paseo de la Reforma, progettato dall'Imperatore Massimiliano tra il Palazzo Nazionale e il Castello di Chapultepec, fu trasformato in un sito di memoria storica, con statue che commemorano figure della storia messicana e importanti eventi storici.

## Centenario dell'Indipendenza del 1910

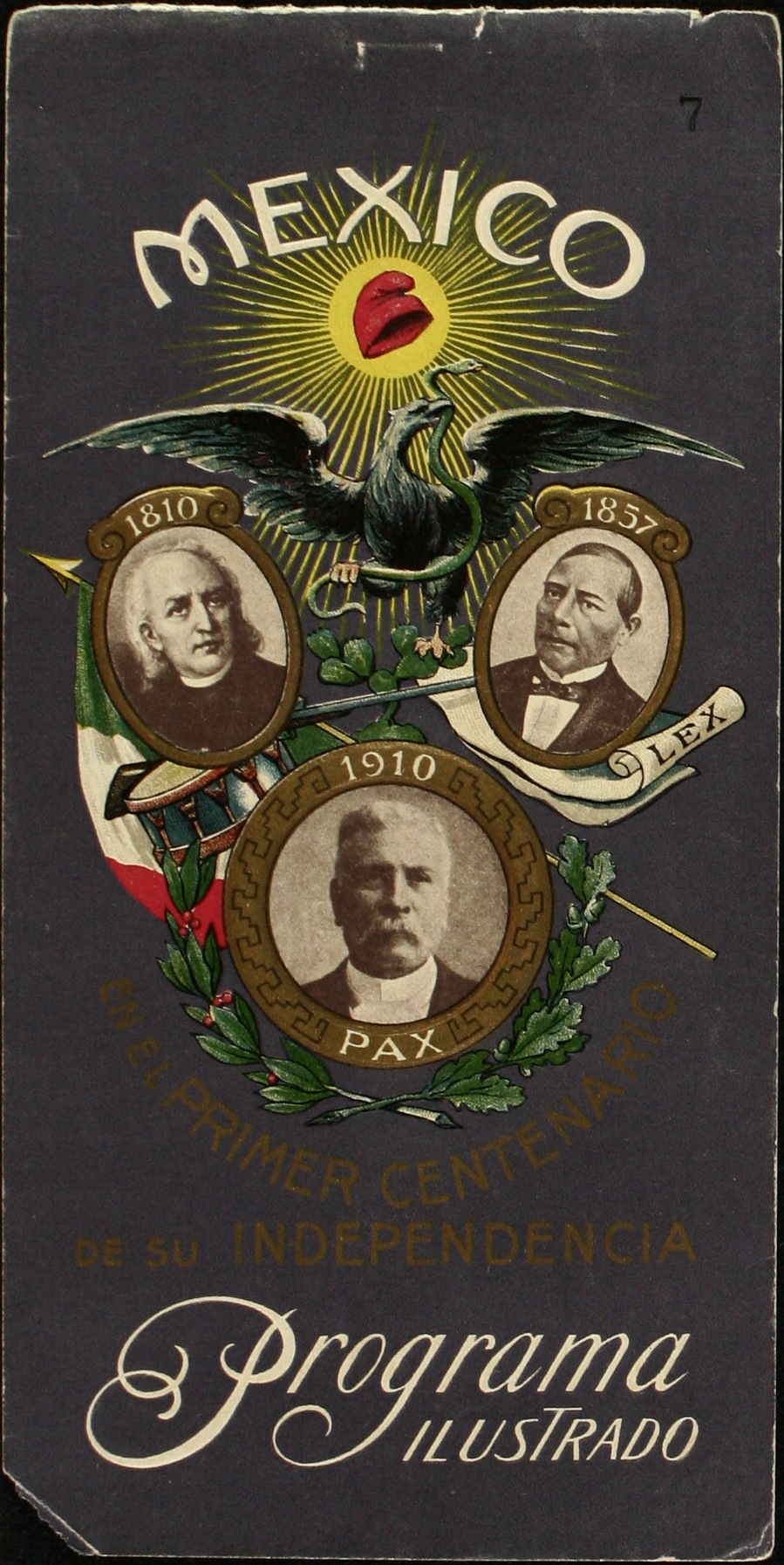
Programma illustrato dei festeggiamenti per il centenario ufficiale per 30 giorni nel settembre 1910

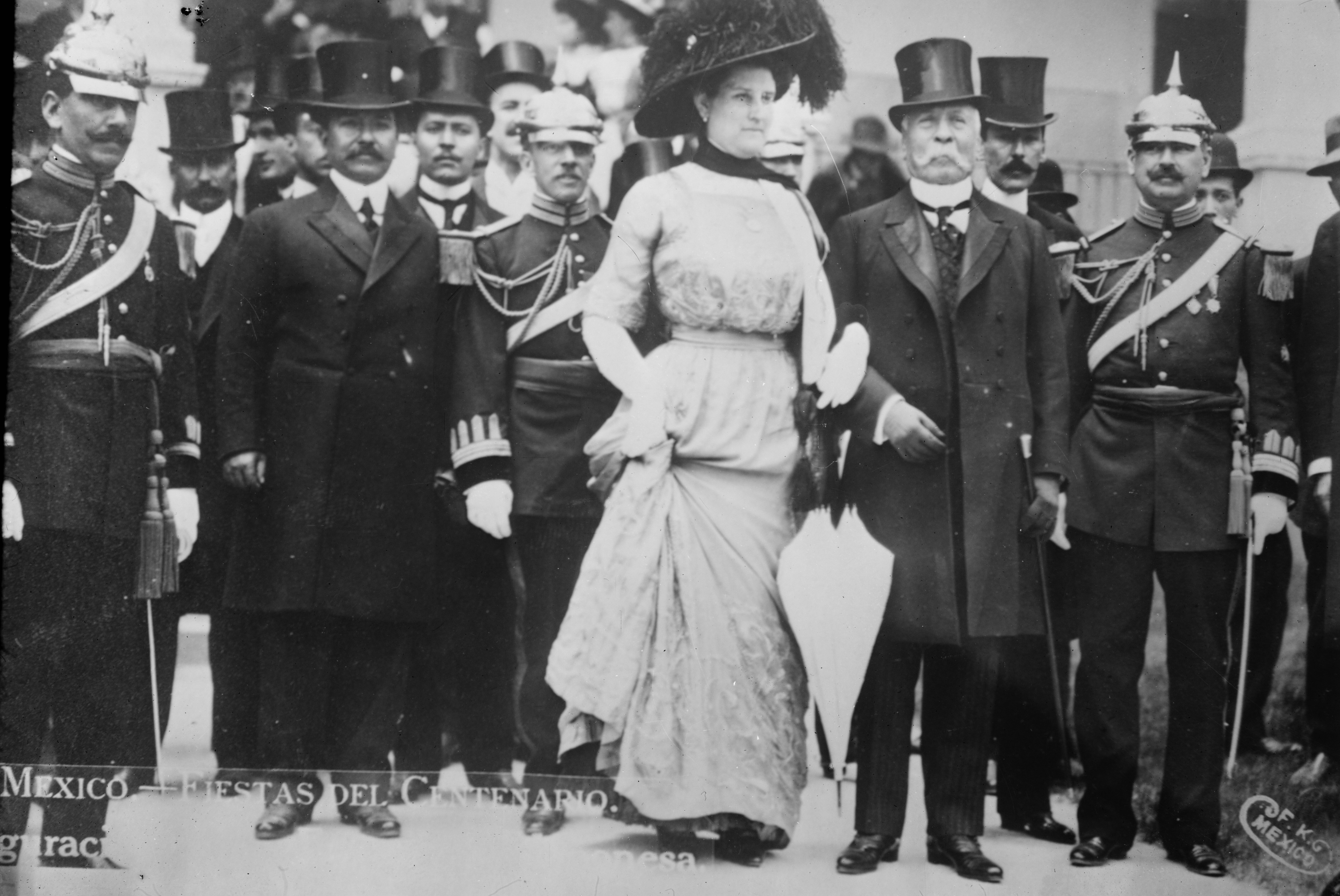
Porfirio Díaz e la sua seconda moglie Carmen Romero Rubio fotografati insieme ad altri alle celebrazioni per il Centenario dell'Indipendenza del Messico nel 1910

Le celebrazioni ufficiali per il centenario si concentrarono nel mese di settembre, ma ci furono eventi durante l'anno centenario fuori settembre. A settembre il nucleo centrale di Città del Messico fu decorato e illuminato con luci elettriche, molte coperte di fiori. Immediatamente dopo il mese centenario, fu pubblicato un libro, che dettagliava gli eventi giorno per giorno dei festeggiamenti, che comprendeva inaugurazioni di edifici e statue, ricevimenti per dignitari, sfilate militari e processioni allegoriche e storiche.
I momenti salienti delle celebrazioni furono il 15 settembre, l'80º compleanno di Díaz e il 16 settembre, il centenario del Grito de Dolores di Hidalgo, considerato il punto di partenza della lotta per l'indipendenza del Messico nel 1810. Venerdì, 15 settembre, il giorno fu segnato da una grande parata che rappresenta l'arco della storia messicana, incentrata sulla conquista del Messico del 1519, sulla lotta per l'indipendenza all'inizio del XIX secolo e sulla riforma liberale della metà dello stesso secolo. C'erano carri allegorici raffiguranti l'esercito ribelle dell'indipendenza, il martire dell'indipendenza padre José María Morelos y Pavón e per l'era moderna commercio, industria e banche. Alle 23 di sera Díaz si trovava sul balcone del Palazzo Nazionale e con il suono della campana della chiesa di padre Hidalgo a Dolores, Díaz proclamò "Viva México". Il 16 settembre, Díaz con una serie di dignitari presenti inaugurò il Monumento all'Indipendenza in un grande incrocio (glorieta) del Paseo de la Reforma. Circa 10 000 truppe messicane e contingenti di soldati stranieri marciarono verso il monumento come parte delle cerimonie inaugurali.
Un'altra importante attività di settembre includeva l'inaugurazione di Díaz il 18 settembre del monumento a Benito Juárez ai margini del Parco Alameda. Sebbene rivale politico nella vita, Díaz contribuì a commemorare i contributi di Juárez al Messico. Alla cerimonia, l'ambasciatore francese restituì le chiavi cerimoniali di Città del Messico che furono consegnate al generale Érie-Frédéric Forey nel 1863 durante l'intervento francese. L'invasione francese aveva interrotto la presidenza di Juárez, costringendo il suo governo all'esilio interno mentre i francesi occupavano il Messico.

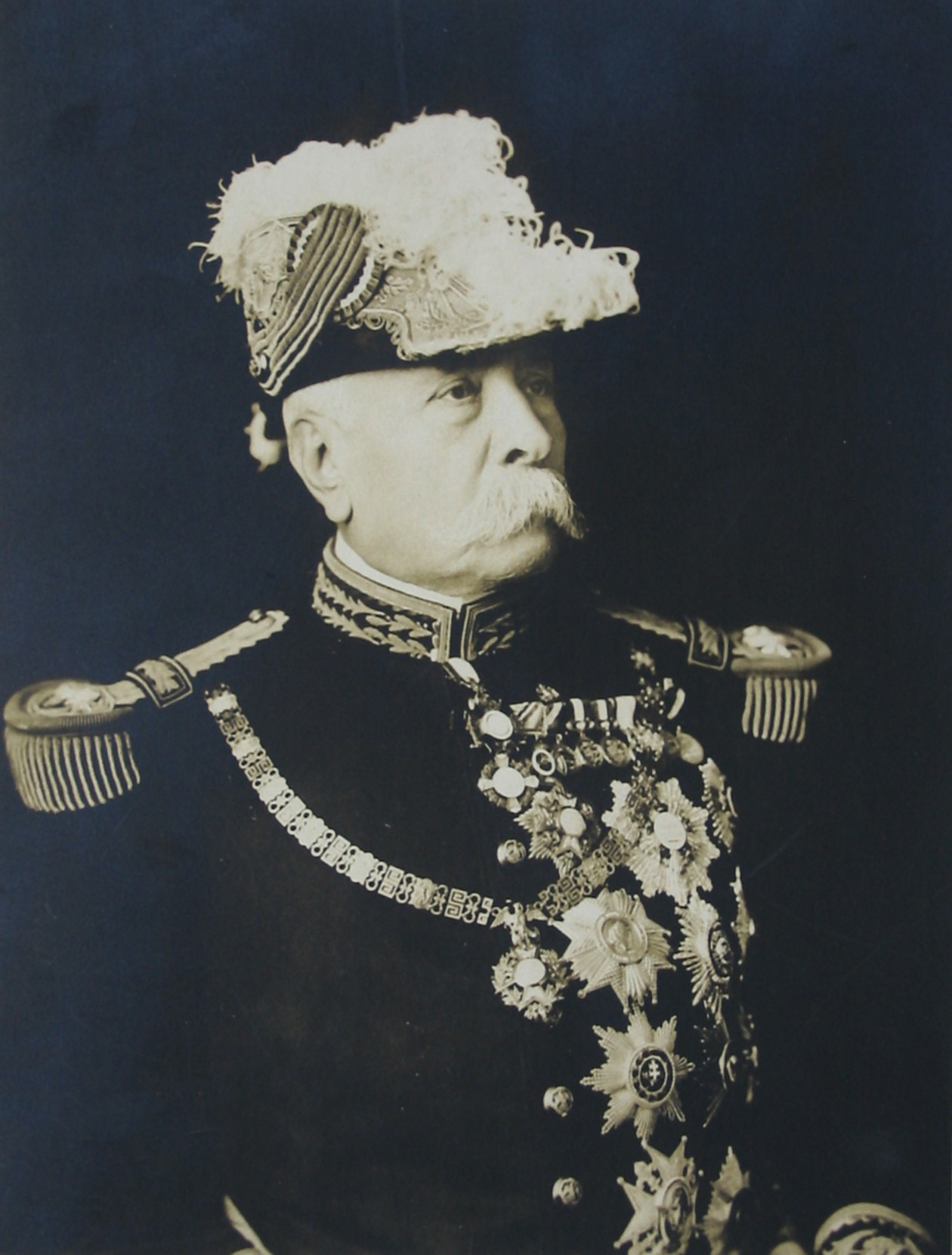
Díaz in uniforme militare di gala per il Centenario dell'Indipendenza del Messico del 1910

Il 1º settembre inaugurò un nuovo manicomio a Mixcoac. Il 2 settembre, il pilastro del fonte battesimale nella chiesa di Hidalgo fu portato nella capitale con grande cerimonia e collocato nel Museo Nazionale, con circa 25 000 bambini che assistettero all'evento. Molte nazioni parteciparono alle celebrazioni, incluso il Giappone, il cui padiglione Díaz inaugurò. Una questione importante per l'ammodernamento dello Stato messicano fu la salute e l'igiene, e una mostra fu inaugurata il 2 settembre. Il Segretario degli Interni di Díaz, Ramón Corral pose cerimonialmente la prima pietra di un nuovo penitenziario. Domenica 4 settembre ci fu una parata con carri allegorici, che Díaz e tutto il suo gabinetto videro. Il 6 settembre circa 38 000 scolari onorarono la bandiera messicana. Díaz inaugurò il nuovo edificio della Young Men's Christian Association (YMCA) a Città del Messico, un'associazione volontaria protestante. Fu inaugurata una nuova scuola normale per la formazione degli insegnanti con la partecipazione di Díaz e delegati stranieri. Durante i festeggiamenti si svolse anche il Congresso nazionale sulla pedagogia.
La monarchia spagnola inviò un ambasciatore speciale ai festeggiamenti, che fu accolto con entusiasmo. Díaz dette un'enorme accoglienza in suo onore. Il 9 settembre Díaz pose la prima pietra su un monumento a Isabella la Cattolica aprì anche una mostra di arte spagnola dell'era coloniale. L'ambasciatore spagnolo, il Marchese di Polavieja, restituì oggetti di importanza storica in Messico, tra cui l'uniforme di padre Morelos, un ritratto e altre reliquie dell'indipendenza in una cerimonia al Palazzo Nazionale, con la presenza del corpo diplomatico e messicano ufficiali dell'esercito. Il re di Spagna trasmise attraverso il suo ambasciatore speciale l'onore dell'Ordine di Carlo III su Díaz, la più alta distinzione per sovrani e capi di Stato. Altri che detengono l'onore erano lo zar di Russia e i monarchi di Germania e Austria. Un ritratto del monarca spagnolo Carlo III fu svelato nel Salone degli Ambasciatori nel Palazzo Nazionale.
Il Congresso Internazionale degli Americanisti si riunì a Città del Messico, con Porfirio Díaz eletto presidente onorario. Parteciparono eminenti statunitensi e di molti paesi, tra cui Eduard Seler dalla Germania e Franz Boaz dagli Stati Uniti, ricevuti dal Segretario alla Pubblica Istruzione messicano, Justo Sierra. Díaz e Justo Sierra andarono con i partecipanti al Congresso nel sito archeologico di San Juan Teotihuacan.
Nell'ambito delle commemorazioni storiche del centenario, l'8 settembre fu reso omaggio al Niños Héroes, i cadetti che morirono difendendo il castello di Chapultepec dalle forze statunitensi invasori durante la guerra messico-statunitense. Ma Díaz pose anche la prima pietra per un monumento a George Washington nella colonia statunitense a Città del Messico. La delegazione statunitense ospitò un sontuoso banchetto per i compagni delegati. C'era un gran numero di giornalisti statunitensi che partecipavano alle celebrazioni, come il New York Times, il New York Evening Post, l'Harper's Weekly, il Washington Post, così come alcuni da Toronto e Montreal in Canada, con l'ambasciatore statunitense che ospitò un ricevimento per questi giornalisti nordamericani.
Altre statue che furono inaugurate furono una in onore del francese Louis Pasteur e del tedesco Alexander von Humboldt. Il governo tedesco aveva una guardia d'onore per il monumento degli ufficiali navali tedeschi.

## Fine del Porfiriato, 1910-11
Le celebrazioni per il centenario furono il canto del cigno del regime di Díaz. Lo sfidante presidenziale Francisco Madero era stato incarcerato durante le elezioni presidenziali del 1910, ma era fuggito a nord attraverso il confine statunitense in Texas. Mentre era ancora in Messico, pubblicò il Piano di San Luis Potosí nell'ottobre 1910, che denunciò le elezioni come fraudolente e invocò una ribellione contro quello che considerava il regime illegittimo di Díaz. I combattimenti scoppiarono nello stato di Morelos, appena a sud di Città del Messico, nonché al confine con gli Stati Uniti a Ciudad Juárez. L'esercito federale messicano era incapace di reprimere queste insurrezioni disparate. L'opposizione a Díaz crebbe, poiché il suo regime non era in grado di ripristinare l'ordine civile. Díaz non riuscì a garantire la successione presidenziale. I rivali politici, il generale Bernardo Reyes, che aveva un feudo nel nord del Messico che comprendeva Coahuila, Tamaulipas e Nuevo León, e il Segretario delle Finanze e leader dei Científicos, José Yves Limantour, furono chiusi dalla successione, con Díaz che scelse Ramón Corral come suo vicepresidente. Reyes accettò l'esilio e andò in Europa, in missione per studi militari in Germania. Anche se Reyes era stato un rivale politico, secondo uno storico, esiliarlo fu grave errore di calcolo politico, poiché era leale ed efficace e l'opposizione politica stava crescendo, aggiungendosi agli antirielezionisti. Anche Limantour era in Europa, rinegoziando il debito del Messico, lasciando Díaz sempre più isolato politicamente. Díaz iniziò a negoziare con lo zio di Madero, Ernesto Madero, promettendo riforme se la pace fosse ripristinata. Iniziò anche trattative informali con ribelli antirielezionisti all'inizio del 1911. Díaz rifiutò di dimettersi, il che riaccese la ribellione armata contro di lui, in particolare nel Chihuahua guidata da Pascual Orozco e Pancho Villa. Di fronte a questa situazione, Díaz accettò il Trattato di Ciudad Juárez, che lasciò in gran parte intatto lo stato porfiriano. Il trattato specificava che le dimissioni di Díaz insieme al vicepresidente Corral e crearono un regime provvisorio sotto Francisco León de la Barra prima delle nuove elezioni. Le forze ribelli dovevano smobilitare. Díaz e la maggior parte della sua famiglia salparono per la Francia in esilio. Morì a Parigi nel 1915. Mentre lasciava il Messico, secondo quanto riferito profetizzò che "Madero ha rilasciato una tigre, vediamo se è in grado di controllarla".